# Брашно Духовное

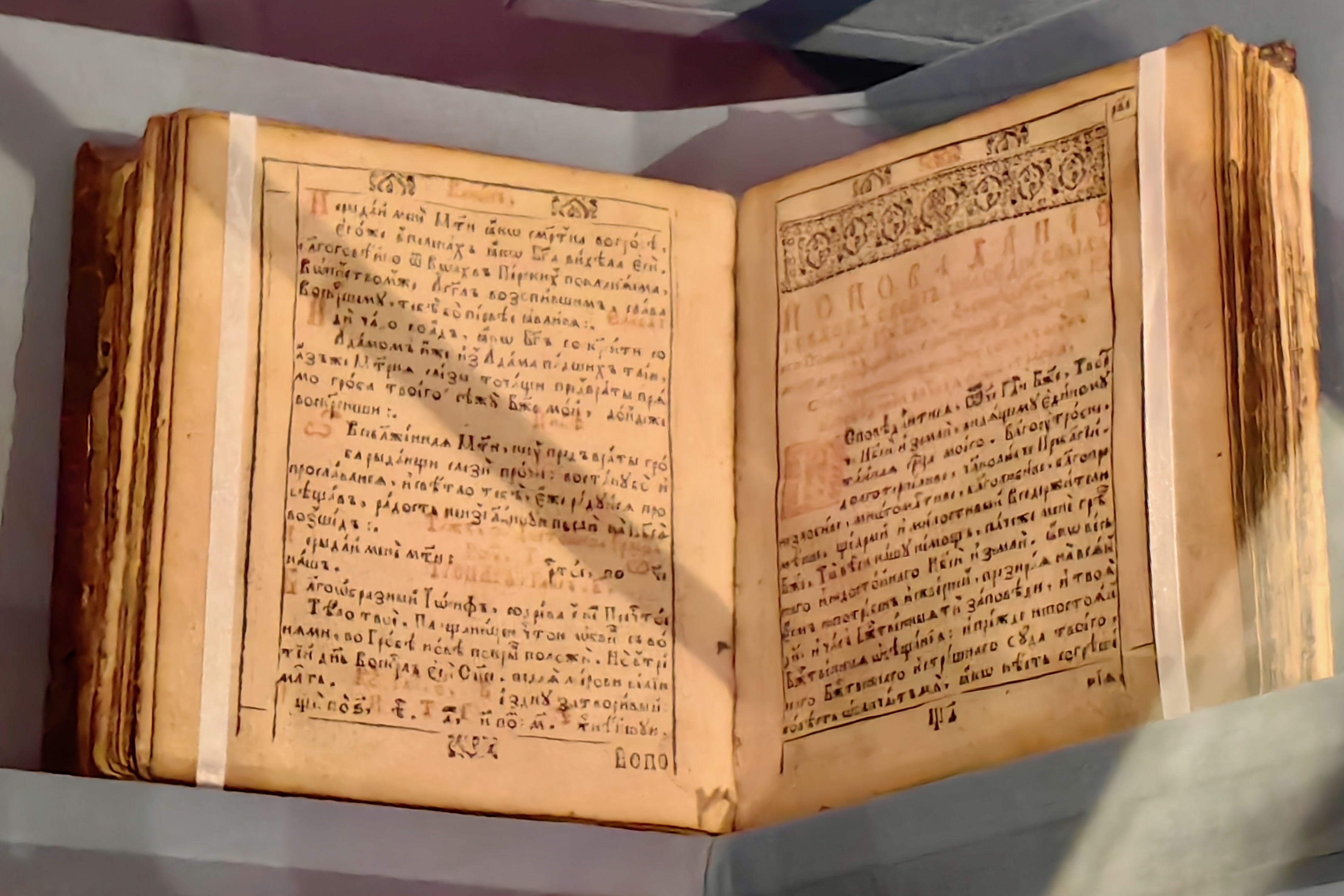
Брашно духовное — Типография Иверского монастыря, 1661 год — музей «Новый Иерусалим»

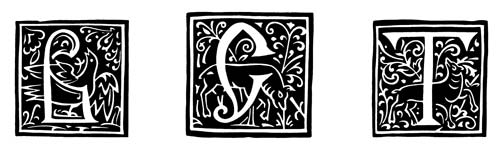
«Брашно духовное». Инициалы. Издание Кутеинского монастыря.

«Брашно Духовное» — рукописный сборник, а также несколько печатных изданий XVII века. Содержит молитвы (или «…плачи на всяк вечер…») собранные иноком Фикарею Святогорцем из божественного писания. Как рукопись, так и первопечатные книги очень редки.

## Печатные издания
Первый печатный перевод на западнорусский язык («просту мову»), выл сделан в Вильно в 1620 году настоятелем Свято-Духова монастыря Леонтием (Карповичем). Книга называлась «Вертоград душевный, сиречь Собрание и сочинение молитв исповедательных и благодарственных, блаженной памяти иноком Фикарею Святогорцем» и, помимо основного текста (с некоторыми, но довольно существенными изменениями), содержала предисловия «к праверному читателю от архимандрита Леонтия Карповича» и была украшена резным на дереве изображением святого Василия Великого.
В 1630 (и 1639) году книга была напечатана Спиридоном Соболем в типографии Кутеинского монастыря под названием «Брашно духовное, сиречь Псалмы». Издание было снабжено предисловием, сделанным игуменом монастыря Иоилем (Труцевичем).
В 1661 году издание этой же книги по распоряжению патриарха Никона было продолжено в Иверском монастыре теми же монахами из Кутейны.